# アスコピロンタウトメラーゼ
アスコピロンタウトメラーゼ(Ascopyrone tautomerase、EC 5.3.3.15)は、以下の化学反応を触媒する酵素である。
1,5-アンヒドロ-4-デオキシ-D-グリセロ-ヘキサ-3-エン-2-ウロース{\displaystyle \rightleftharpoons }1,5-アンヒドロ-4-デオキシ-D-グリセロ-ヘキサ-1-エン-3-ウロース
従って、この酵素の1つの基質は1,5-アンヒドロ-4-デオキシ-D-グリセロ-ヘキサ-3-エン-2-ウロース、1つの生成物は1,5-アンヒドロ-4-デオキシ-D-グリセロ-ヘキサ-1-エン-3-ウロースである。
この酵素は、アンヒドロフルクトース経路に関与している。
この酵素は異性化酵素、特にC=C結合の転位に関与する分子内酸化還元酵素に分類される。系統名は、1,5-アンヒドロ-4-デオキシ-D-グリセロ-ヘキサ-3-エン-2-ウロース Δ3-Δ1-イソメラーゼ(トランス二重結合形成)である。その他よく用いられる名前にascopyrone isomerase、ascopyrone intramolecular oxidoreductase、1,5-anhydro-D-glycero-hex-3-en-2-ulose tautomerase、APM tautomerase、ascopyrone P tautomerase、APTM等がある。